# Ceratocapsus digitulus
Ceratocapsus digitulus är en insektsart som beskrevs av Knight 1923. Ceratocapsus digitulus ingår i släktet Ceratocapsus och familjen ängsskinnbaggar. Inga underarter finns listade i Catalogue of Life.